# 佐賀県立佐賀農業高等学校

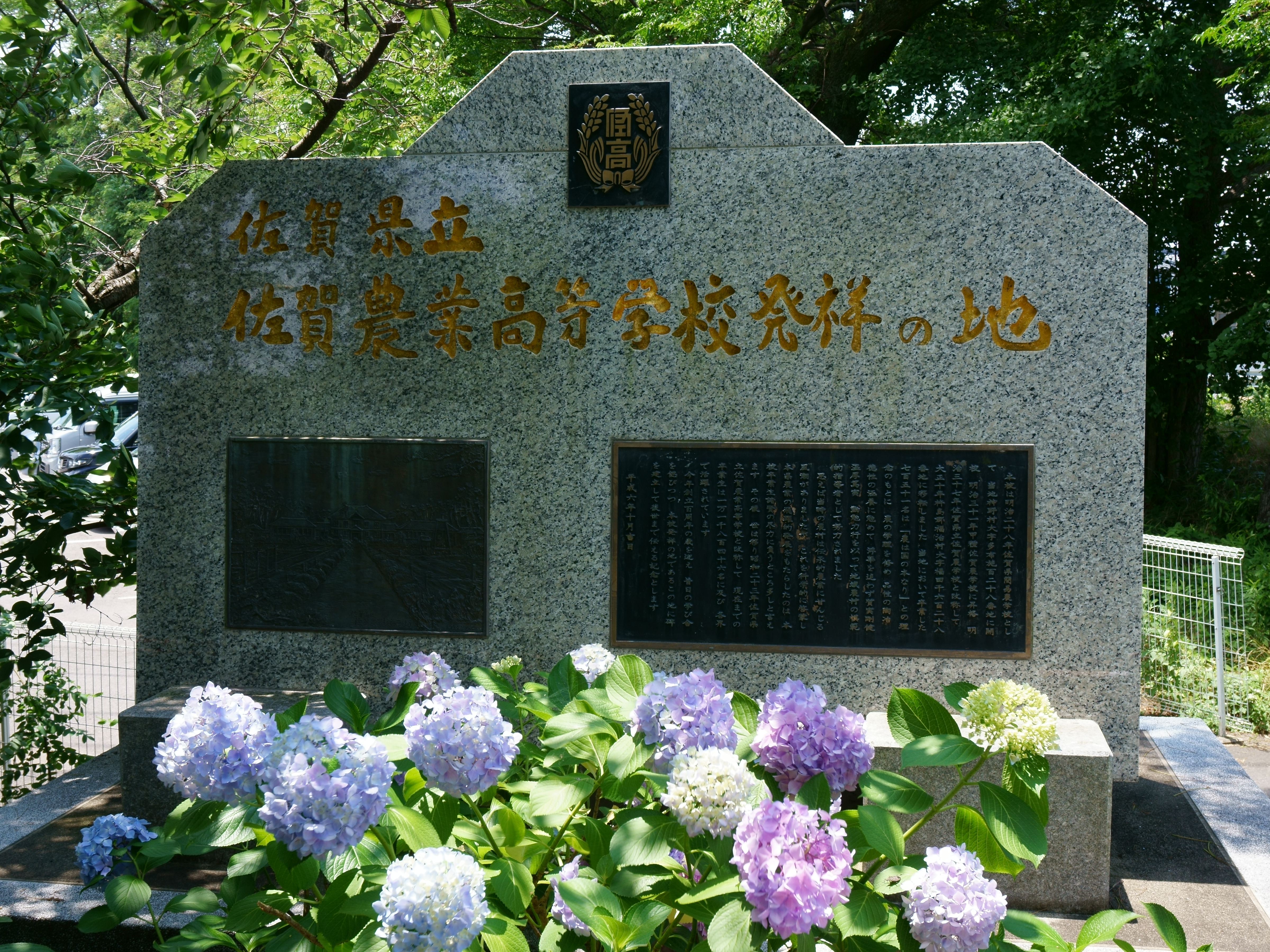
佐賀市の学校跡地にある記念碑

佐賀県立佐賀農業高等学校（さがけんりつ さがのうぎょうこうとうがっこう）は、佐賀県杵島郡白石町大字福田にある県立農業高等学校。通称は「佐農」（さのう）。

## 沿革
- 1895年（明治28年）4月23日 - 佐賀県簡易農学校が、佐賀郡神野村大字多布施（現・佐賀市）に設立される[1]。
- 1901年（明治34年）6月1日 - 佐賀県立農学校と改称[1]。
- 1921年（大正10年）11月30日 - 杵島郡福治村大字福田（現・白石町）に移転[1]。
- 1944年（昭和19年）4月6日 - 農業土木科を新設[1]。
- 1948年（昭和23年）4月1日 - 学制改革により佐賀県立佐賀農業高等学校となる。畜産科及び定時制農業科を新設[1]。
- 1949年（昭和24年）5月23日 - 学校に昭和天皇の戦後巡幸[2]。
- 1950年（昭和25年）4月1日 - 男女共学化。農村家庭科を新設（後に生活科と改称）[1]。
- 1977年（昭和52年）4月1日 - 園芸科設置認可[1]。
- 1988年（昭和63年）4月1日 - 総合農業科・食品化学科・生活文化科が設置認可[1]。
- 2000年（平成12年）4月1日 - 総合農業科と園芸科を生産科学科に統合再編、食品化学科・生活文化科の学科内容が改編される。食品化学科は食品産業科に科名変更[1]。
- 2011年（平成23年）4月1日 - 生活文化科の募集停止。生産科学科・食品産業科・農業土木科を農業科学科・食品科学科・環境工学科に再編[1]。
- 2016年-2020年（平成28年度-令和2年度） - スーパーグローバルハイスクール(SGH)指定[1]。

## 学科
各学科とも、生徒は2年次より学科内のコース別指導に分かれて学習を受ける。
- 農業科学科（Ａ科）
  - 生産技術コース
  - 生物活用コース
- 食品科学科（F科）
  - 食品製造コース
  - 食品流通コース
- 環境工学科（E科）
  - 環境デザインコース
  - 農業土木コース